# 黒い霧事件 (日本プロ野球)
日本プロ野球における黒い霧事件（くろいきりじけん）は、プロ野球の関係者が金銭の授受を伴う八百長に関与したとされる一連の疑惑および事件のことである。1969年（昭和44年）から1971年（昭和46年）にかけて相次いで発覚し、球界のみならず社会に衝撃を与えた。
日本野球機構は八百長への関与について、「野球協約第355条が規定する『敗退行為』に該当する」との見解を発表し、関与が疑われた現役選手には「永久出場停止（追放）」「長期間の出場停止」「減俸」などの処分が下された。また、一部の選手はオートレースの八百長事件にも関与していたことが発覚し、現役のオートレース選手19名が警察に逮捕されている。

## 事件の経緯

### 発覚まで
1969年（昭和44年）のシーズン途中に、西鉄ライオンズの球団上層部は自軍の選手が八百長を演じているのではないかとの疑惑を抱き、極秘に調査を開始した。その結果、投手の永易将之が公式戦において暴力団関係者に依頼され、わざと試合に負ける「敗退行為（八百長）」を行っていたことを理由に、永易をシーズン終了後に契約更新を行わず解雇することを決定する。一方、主力打者のカール・ボレスはある日の試合後、報知新聞の西鉄番記者に「ウチにわざとミスエラーする選手がいる」と囁いた。報知新聞はそれを元に読売新聞社社会部と共同で取材を進め、西鉄球団社長の国広直俊は両紙の取材に対して「自軍の疑いのある選手を調査したところ、残念ながら事実でした」と認めた。続けて「永易ら3人について調査したが、他の2人は永易に誘われて一時期八百長に加わっただけで、すでに反省しているので処分の対象とはしなかった」と回答した。
10月8日、読売新聞社と報知新聞社の両紙が「永易が公式戦で八百長を演じていた」と報道する。この報道を受けて国広が午前11時30分より福岡市内の球団事務所で記者会見を開き、「永易が八百長をやっていたという確証を突き止めた訳ではないが、素人の私の目から見ても八百長を演じているのではないかと思える節があり、本人を呼んで問いただすと本人は肯定も否定もせず、ただ震えているだけだった。この態度から、永易は野球賭博に手を染めていると確信した」と語った。
永易が住む福岡市内のアパートには、八百長を報じた読売、報知両紙から得た情報をもとに当日の早朝から報道陣が殺到していた。永易は、この2ヶ月前の8月中に国広から直接呼び出され、「野球賭博に関与しているのではないか」との嫌疑をかけられて取り調べを受けたことを認めたものの、「こっちには全然身に覚えのないことだし、答えようにも答えようがないだろう」と述べ、八百長疑惑を真っ向から否定した。しかしその後は「何も言いたくない。言えば言うほど誤解されるから…」と述べたのを最後に報道陣の前から姿を消した。永易は一度自宅アパートに戻ったが再び外出し、その日以降は自宅に一切戻らず行方をくらました。

### 永易の処分
10月13日、パシフィック・リーグの定例理事会が東京・銀座の連盟事務所で開催され、国広はその場で「永易が八百長をやっていた直接の証拠は突き止められなかったが、心証として八百長をやっていたことは間違いなく、その証人もいる」と述べた。会長の岡野祐は、疑惑の挙がった選手を何ら処分しないのはおかしいとして、永易を野球協約の中にある条文の「失格選手」として処分すると述べた。しかし、翌日に開かれたコミッショナー委員会において委員長の宮沢俊義は「永易を失格選手として処分すると、永易が球界と関係のない人物になってしまい、本人の呼び出しなどの調査ができなくなる」として岡野の処分案に反対し、永易は野球協約の中の「有害行為に関する条文」で制裁が可能であると指摘した。
10月16日、夕刊フジ記者の住谷礼吉が前日に福岡から大阪へ向かう航空機の機内で永易を発見し、インタビューに成功したと報道した。永易は住谷に対して「神に誓って、やっていない。（国広）球団社長を告訴する」と八百長を否定したが、同時に「いまさら何を言っても無駄だ」とも述べた。住谷は永易にコミッショナーのもとへ出頭するよう勧めたが結局、その後は再び行方をくらました。
読売、報知による報道が出始めた頃、当時は創刊間もない「週刊ポスト」（小学館）が野球賭博を追及する記事を掲載し始める。同誌の10月17日号において暴力団による野球賭博の実態に迫った記事を掲載すると、次の10月24日号では「永易以外にいる疑わしい8人、ファンを裏切った腐敗分子を蛮勇を振るって告発する」として永易以外にも「疑わしい」とされる8名の選手の実名を挙げたほか、「当時、中日ドラゴンズに所属していた投手の田中勉が西鉄球団に八百長を広めたのは衆目の一致するところ」と報じた。これに対し田中は、記事の内容は事実無根として10月21日に弁護士を伴って「週刊ポスト」編集部を訪ねて抗議し、謝罪と記事の撤回を求めるが、編集長の荒木博は拒否した。
11月19日にコミッショナー委員会が開催され、永易を永久追放処分とする方針を固めた。同月28日には野球協約第355条「有害行為」、第404条「制裁の範囲」、第120条「失格選手」の3項を適応し、プロ野球史上初となるコミッショナーによる敗退行為を理由とした永久追放処分を正式に決定した。肝心の永易は10月8日に自宅アパートを出たまま行方をくらませており、西鉄球団、パシフィック・リーグ、コミッショナー事務局などのプロ野球界は本人を直接取り調べることが出来なかった。しかし、西鉄からの報告に加えて会長の岡野、コミッショナー事務局長の井原宏が福岡へ向かって永易の周辺を調査した結果、永易は野球協約の「有害行為」に抵触する事実があったと認定した。
西鉄は永易の件を受け、監督と球団社長が交代した。選手兼任監督だった中西太はチームの成績不振の責任を取って、3年契約が満了する同年限りでの辞任をオーナーの楠根宗生へ申し入れた。楠根から強く慰留されたものの22日には承認され、中西の現役引退と退団が正式に決定した。永易の件によってどん底に陥ったチームの再建を果たすためには監督にチーム生え抜きの選手を起用するのが最善と考え、当時コーチ兼任だった稲尾和久の起用を決定し、稲尾は11月4日に監督就任を受諾する返答を述べた。球団社長の国広も11月30日の任期満了に合わせて退任し、後任には青木勇三が12月15日付けで就任した。
一方、週刊ポストの記事によって名前が急浮上した田中には、12月15日に球団上層部からトレード要員にすることを通告された。しかし、19日までに移籍先が無かったために自由契約とする旨を通達され、田中は「週刊ポスト」を相手に名誉棄損罪で東京地方検察庁へ告訴した。その後も一貫して獲得を希望する球団が現れなかったため、田中は郷里の福岡市へ戻り、事実上引退した。

### 藤田事件
読売ジャイアンツ投手コーチの藤田元司は、義兄が経営する会社に代表取締役として参加していたが、義兄が一人の役員と経営方針を巡って対立したため、1967年（昭和42年）1月に義兄と藤田が当該役員に退職してもらうよう説得するように「ある人物」へ依頼した。その際に、義兄と藤田は当該役員の退職金として30万円を渡すように依頼したが、この「ある人物」は役員に退職を迫る際に脅迫まがいの言動をし、さらに30万円を着服していた。義兄と藤田は警察に被害届を提出したが、1970年（昭和45年）2月12日にこの「ある人物」が暴力団員であることが判明し、翌日の新聞各紙には「藤田が暴力団と関係」と報じられた。
藤田は2月13日に春季キャンプ先である宮崎の宿舎にて緊急の記者会見を行い、「（義兄が経営している）会社を受け継ぐにしても、どうしても辞めてもらわなければならない人がいた。他人に頼んで交渉してもらったが暴力団員とは知らなかった」と弁明した。球団は一軍担当総務の佐伯文雄が藤田から事情聴取を行い、当日中に帰京してオーナーの正力亨へ報告した。そして翌日、球団は藤田を宮崎から帰京させて自宅謹慎を命じ、佐伯と球団代表の佐々木金之助を譴責とする処分案を発表した。
藤田の件は、前年に永易による八百長が表面化して折であり、「ジャイアンツよ、お前もか」の見出しで報道され、「プロ野球と暴力団との関係を如実に物語っている」としてマスコミから非難を受けることとなった。

### 永易、藤田事件から「黒い霧」へ
プロ野球界と暴力団が絡んだ不祥事が相次いだたため、球界の「黒い霧」を糾明しようとする動きが国会議員の中で出てきた。1970年（昭和45年）3月に入り、スポーツが好きな超党派の議員で構成される「スポーツ振興国会議員懇談会」（会長は川崎秀二、会員数約300名）が、3月3日に国会でプロ野球の「黒い霧」を取り上げることを決めた。日本社会党議員の中谷鉄也は3月9日の衆議院予算委員会において、プロ野球を舞台にした暴力団による野球賭博をさらに厳しく取り締まることを国家公安委員会委員長の荒木万寿夫に迫ったほか、行方不明の永易が暴力団によって軟禁されているのではないかと発言した。これに対して警察庁刑事局長の高松敬治は「初耳だ。関係者からの申告を待って調査に乗り出したい」と答弁した。そして3月10日、警察庁は永易の行方を捜査するように、大阪府警察・静岡県警察に指示した。
3月17日には、スポーツ議連によってプロ野球機構、有識者らを招いて「プロ野球健全化公聴会」が開催された。また19日にはコミッショナー委員長の宮沢が衆議院法務委員会に参考人として招致され、プロ野球の「黒い霧」が社会的に注目を集めるようになった。
中谷の要請を受けた警視庁が永易の行方を捜したところ、18日に大阪にある永易の実家へ永易本人から定期的に連絡があることを突き止めた。また、軟禁先を噂された静岡県伊東市内を捜索した結果、警視庁は永易が軟禁されている可能性は薄いと判断した。しかし、スポーツ議連など球界の黒い霧を追及する議員たちはこの報告に納得せず、中谷、川崎と塩谷一夫の連名で警視庁へ永易の捜索願を出すこととなった。

### 永易の告白
国会議員らによって軟禁説が取り沙汰されていた永易は、世間の目を逃れるために恋人と札幌に在住していた。この頃、中日ドラゴンズの投手だった田中から訴訟を受けた「週刊ポスト」は、田中が黒幕である証拠を掴むために永易の行方を独自に探していた。週刊ポストの協力ライターで永易とは取材を通じて面識があった元デイリースポーツ記者の大滝譲司が、永易の親族や友人に「永易を探していると伝えて欲しい。もし永易本人に連絡する気が起きたら…」と大滝の連絡先と合わせて伝えていた。そして、永易の妹を通じて永易本人から大滝へ連絡したいと話があり、大滝は永易と再会する。そこで永易は、自らの八百長と西鉄球団から口止め料として合計550万円を受け取っていたことを告白した。これ以降、大滝の手による永易の「告白」がマスコミを通じて世間に流れていく。
3月24日、内外タイムスが「永易が名古屋にいる」ことをスクープ報道する。そして毎日新聞は、当日の夕刊で永易が札幌に潜伏していたことを報じる。この毎日新聞の報道は、東京社会部の記者である堀越章記が札幌へ向かい、永易が札幌のアパートに潜伏していた事実を掴んでいたもので、3月25日に発行した内外タイムスはさらに、永易がこれまで否定し続けていた八百長を行っていたことを認めたと報じる。
そしてこれ以降、永易の告白は球界に大きな波紋を投げかけることになっていく。
3月30日発行の内外タイムスは「独占スクープ第3弾」として、永易が西鉄球団から逃走資金を受け取っていたと報じた。スポーツニッポンは、当時の航空会社の招待によるヨーロッパ視察中で、モスクワに滞在していた西鉄オーナーの楠根に国際電話してインタビューしたが、楠根は「そんなことあるはずがない。彼（永易）は処分された選手だ」と全面的に否定した。3月31日に発売された週刊ポスト（4月10日号）には、永易への独占インタビューが掲載された。
4月1日にはフジテレビの深夜番組「テレビナイトショー」で大滝による永易へのインタビューの録音テープが放送され、永易が演じた八百長は西鉄の他の選手から頼まれたことと、八百長を演じたのは永易以外にもいることを示唆した。これらはいずれも大滝によるもので、これらの永易の「告白」に対して他のマスコミからは永易自身が公の場に出て、自らの口で説明すべきとの声も噴出した。
4月5日、永易はスポーツ議連の3議員による捜索願で行方を追っていた警視庁捜査四課の捜査員と面会し、自らの八百長と楠根から口止め料を受け取っていたこと、八百長は自分以外にも選手がいたことを供述した。

### 過熱する報道合戦
永易の「告白」はさらに続き、今度は4月6日発行の内外タイムス「独占スクープ第4弾」では「親しいチームメイトのY投手から頼まれた」「Y投手に頼んだのはHさんと言って、M投手の知人で僕も知っている人」「Yから頼まれてF選手を止めた」「Y投手が止めたM捕手とM選手は共に30万ずつ渡したそうです」「HさんはI投手にやらせたくて、Iと親しい中日の田中勉さんに頼んで100万円を田中さんに渡したのを知っています」などと、田中は実名で、それ以外の選手らはイニシャルで名前を挙げた。
これに対し、共同通信はこの「独占スクープ第4弾」でイニシャルで掲載された選手を実名で挙げた記事を配信した。これは、4月7日の日刊スポーツと報知新聞、4月8日のスポーツニッポンなどの各主要スポーツ紙や、共同通信の配信を受けている東京タイムズや一部の地方紙に掲載されたほか、4月7日の内外タイムスは同紙記者による益田昭雄、池永正明へのインタビュー記事を掲載した。両者とも八百長を否定したが、池永は球団から「お前らは黙ってろ!我々上（層部）の者が解決する」という話があったことを認めた。
4月7日発売の「週刊ポスト」（4月17日号）が永易のインタビューの後編を掲載し、8日には「テレビナイトショー」において司会の前田武彦と大滝が永易にインタビューする映像を放送した。その中で永易は「自分が演じた八百長は3試合でそのうち1試合のみが成功で、この試合で自分以外に八百長に関わった選手がいる」と明言した。
永易の主張に対し、西鉄はオーナーの楠根がソ連、ヨーロッパ視察旅行から帰国した4月6日に福岡空港で記者団に対し、「アホらしくて相手にできない」と全面的に否定した。翌日、球団社長の青木とオーナーの楠根が、記者団からの要請で福岡市内にある西鉄の球団事務所および西鉄本社でそれぞれ記者会見したが、双方とも「永易の主張は事実無根」と改めて否定した。しかし、記者から永易を告訴するなどの具体的な手段を立てるべきではないかとの問いに対しては、告訴は考えていないと明言した。
4月8日、プロ野球実行委員会が15時から東京・大手町の経団連会館で開催され、「永易発言」の真相を究明するために永易に対して「15日までにコミッショナー事務局、またはパシフィック・リーグへ連絡して欲しい」と呼びかけることを決定した。これに先立ち、コミッショナー委員長の宮沢、委員の中松、コミッショナー事務局長の井原と鈴木龍二、岡野祐の両リーグ委員長が協議し、西鉄球団に対して再調査を求めることを決めた。また同日、球界の黒い霧の究明に乗り出しているスポーツ議連が設置している「プロ野球健全化調査委員会」が会合を開き、警視庁に対して永易とコミッショナー事務局を引き合わせるように協力を要請した。

### 永易の出現
「もしでたらめだったら、名前を上げられた選手たちは、大変迷惑なんだよ」

記者団の口調は厳しかった。

「ここは国会の中だ。この記者会見は、日本で最も権威のある会見とも言えるんだ。いままで、特定の記者に話したことを、この席で言えないなんて、失礼だと思わないか」
永易選手は、じっとうつむいたきりだ。顔が次第に赤黒く変わり、額に汗がにじむ。唇が小刻みに震える。隣にいた塩谷一夫議員（プロ野球調査委員長・自民党）が、たまりかねて助け舟を出した。「同僚の名前を口にしたくないきみの男としての気持ちもわかる。みんなもわかってくれている。言いなさい。」
永易は顔を上げた。「ピッチャーでは益田、与田、それにぼく。そのほか、船田、基、村上、池永、田中勉さんです。池永には田中さんから言ってます。」
一気にしゃべった。顔からさっと血が引いた。肩が落ちた。記者団からため息が漏れた。
「ちょうど“コロシのホシ”がオチる（自供する）ときのようだ」とベテラン記者がつぶやいた。
「内外タイムス」「週刊ポスト」「テレビナイトショー」と特定のメディア媒体を通じて告白してきた永易だが、4月9日に読売新聞の記者が都内で永易を見つけ、インタビューを行っている。開幕前日の4月10日、大滝が塩谷に「永易が『会いたい』と言っている」と連絡してきた。塩谷は、永易が公の場に現れて事情を説明することを条件に出し、大滝もこれを了承した。永易と面会した塩谷は共同の記者会見を行い、コミッショナー委員会の喚問に応じるように説得し、週刊ポストの弁護士である原秀男は先にコミッショナー委員会に出て実名を出し、その後に記者会見を開いた際に「名前は委員会に聞いてくれ」と述べる方が良いと助言した。
永易は、衆議院第二議員会館第一会議室において大滝、塩谷、原と共に15時から記者会見を行い、半年ぶりに公の場へ姿を現した。永易はその会見で、記者団からこれまでイニシャルで名前を挙げた西鉄の選手6名の実名を挙げるように迫られた。当初、永易が実名を言うのを渋ったが、塩谷から「男として元同僚を庇うのは分かるが、いずれコミッショナーで言わなければならないのだから、ここで言った方が良い」と助言されると、永易は池永正明、与田順欣、益田昭雄、村上公康、船田和英、基満男、田中勉の名前を挙げた。そして新たに佐藤公博（元南海ホークス）へ謝礼と引き換えに先発投手の名を漏らしていたことを公表した。永易は、自身の八百長については与田から勧誘されたことと、与田は「フジナワ」という人物と知り合って八百長を行っていたのがきっかけだと述べた。
そして永易は、西鉄の球団幹部から約550万円の逃走資金を受け取っていたことも改めて述べた。受け渡しの際には「フジナワ」と永易で会っていたことと、西鉄の書類にサインしたと述べ、記者会見後にはそのまま東京・銀座のプロ野球コミッショナー委員会事務局へ向かい、さらにパ・リーグ事務局でいずれも八百長について証言した。

### 西鉄球団vs永易
西鉄球団は、開幕前日の4月10日午前中に上記6名を球団事務所へ呼び出して事情聴取したが、全員が永易の発言を否定し、球団は6名をシロと発表した。逃走資金についてもそのような事実は無いと否定した。パシフィック・リーグ会長の岡野は11日に福岡へ向かい、西鉄球団社長の青木や球団部長の藤本哲男から事情聴取した。その結果、永易の主張には裏付けが取れないとして西鉄はシロと結論付けた。だが、マスコミは岡野の調査を「手ぬるい」と非難した。
永易の発言で名前が挙がった「フジナワ」とは、神戸で牛乳販売業を営んでいた藤縄洋孝という商人だった。藤縄は4月15日深夜に朝日新聞名古屋本社へ自ら足を運んでインタビューに答え、「西鉄のオーナー（楠根）とは会ったこともない」と永易の発言を否定した。朝日新聞はその後に永易のインタビューも掲載し、その中で「去年12月にオーナー（楠根）に会い、『何も言うな。一生面倒を見るから』と言われた」「西鉄からもらった金は合計550万円…これで『一生の保証か』と。藤縄さんと相談して（楠根）オーナーと稲尾監督に掛け合ったが、オーナーから『お前の問題は片付いた。稲尾さんから新聞に書くなり何なりしろ』と軽くあしらわれた。こんなに冷たい仕打ちはない」と答えた。見かねた朝日新聞は、都内で永易と藤縄を引き合わせて「対決」させたが、両者の言い分は平行線を辿ったままだった。
しかし朝日新聞は、永易の前妻とその友人夫妻を取材して「『永易が西鉄からの口止め料を相談していた』と聞いた」こと、「離婚の慰謝料50万円が西鉄球団からの口止め料から充てていた」と両者は明言した。続けて、八百長の噂のある選手の取り調べに立ち会った球団職員から「『八百長を認めた選手がいた』ことを聞いたという元後援会員の『他の選手も八百長をやっていたのは西鉄球団も知っているはず』」という証言を得た。さらに、大阪にある永易の実家にも取材を申し込んだところ、永易の家族は「楠根が1969年12月に西鉄航空営業部大阪営業所で永易とその父親、兄、藤縄と面会したこと」と、「その際の口止め料の受け取りは『オオシロ』なる人物を通じて行うことを楠根が主張していた」と証言した。永易の母親は、西鉄球団からの口止め料の一部を実家に預けていたと証言して残金を見せ、「あの子の言っていることは本当です」と涙ながらに訴えた。
一方で、東京地方検察庁特別捜査部（東京地検特捜部）は、田中の「週刊ポスト」への告訴に絡んで八百長の捜査を行っていた。さらに永易本人を4月14日から16日にかけて事情聴取し、永易の家族からも事情聴取を行った。4月22日、オートレースの八百長事件で小型自動車競走法違反の疑いで逮捕された現役レーサーが、「大井オートレース場での八百長レースで現役のプロ野球選手と謎の男2名が現場にいた」と供述した。その結果、4月23日に警視庁捜査四課は、同じく小型自動車競走法違反の容疑で田中、藤縄と高山勲（元大洋ホエールズ投手）を逮捕した。藤縄は逮捕直前、朝日新聞の記者に対して現役のプロ野球選手を買収して八百長を仕組んでいたことを認めた。これを受けて朝日新聞は、藤縄が逮捕されたことを報じた4月24日の朝刊でこの藤縄の告白を掲載し、大きな反響を呼んだ。コミッショナー委員長の宮沢は同日夕方に記者団の取材に応じ、「今朝の朝日新聞に載った藤縄談話は注目に値するものと思う」と語った。藤縄は西鉄選手の買収を10回試みて成功したのは僅か二度で、4500万円近い借金だけが残ったと述べている。
4月25日、西鉄本社にて昭和44年度下期の決算報告が行われた。社長兼オーナーである楠根が公の場に現れるとあって、黒い霧事件を取材している記者を中心に約30名が詰めかけたが、西鉄側は記者会見の参加を経済記者のみに限定した。記者側は出席を許された記者に黒い霧に関連した質問をさせようとしたが、楠根は決算報告の最中に退席し、追いすがる記者を振り切って姿を消した。こうした楠根の姿勢は次第に世論とマスコミの反感を買い続けることとなる。そして、4月28日の読売新聞・毎日新聞の各紙夕刊において、楠根がこれまで否定し続けてきた永易への金銭授受を認めたと報じた。両紙は楠根に単独インタビューを行い、楠根は「永易から泣きつかれたので、更生資金として渡した」と答えた。4月29日には東京地検特捜部から出頭要請を受け、上京して取り調べを受けた際に、永易に対して550万円を渡していたことを認めた。

## 泥沼化する球界の黒い霧

### 大揺れの西鉄
西鉄球団は永易の“告白”を事実無根と主張していたが、楠根が前言を翻して永易へ資金を渡していたことを認めたため、永易の証言による西鉄選手の八百長疑惑に対してもクロと見る向きが高まった。
1970年（昭和45年）5月4日、プロ野球コミッショナー委員会は、東京遠征中だった西鉄の6名を東京の日生会館に呼び、午前10時から5時間近くに渡って事情聴取を行った。しかしここでも、6名全員が永易発言に対して否定した。
コミッショナー委員会は2日後の5月6日、事情聴取した6名のうちの与田と益田について「はっきりクロと断定出来ないものの、疑惑が濃い相当の理由がある」として、野球協約第404条に基づき出場停止処分とした。そして翌日には池永、船田、基、村上の4名に対して公式戦への出場を5月いっぱい見合わせることを発表した。これにより西鉄は、与田・益田を含めて主力選手を6名も欠く非常事態となった。5月8日には池永ら4名を福岡市内の球団事務所に呼び出し、夕方から深夜におよぶ長時間の事情聴取を行った。そして西鉄球団は日付が変わった5月9日午前1時45分より記者会見を行い、調査した結果、6名はシロとは言い切れない要素が出てきたと発表し、西鉄球団がようやく真相究明に乗り出した。
オートレースの八百長で逮捕された田中は、5月6日の東京地検特捜部の調べに対してプロ野球でも八百長を演じたことを認めた。このため、週刊ポストの記事は田中への名誉棄損には当たらないと判断し、「世間を騒がせて申し訳ない。いまは反省すべき時で告訴どころではない」として告訴を取り下げる手続きを取った。それを受けて東京地検特捜部は「週刊ポスト」を不起訴処分として捜査を打ち切った。そして池永正明に対しては、藤縄からの依頼で100万円で八百長を依頼していたことを供述した。池永も当初は否定したものの、5月10日に福岡市内にあった西鉄の室内練習場において、報道陣に対して田中から100万円をもらったことを認めた。
5月12日、与田は日刊スポーツの取材に対して「僕と益田は、やっていないといったところでおかしいでしょう」と自らの八百長を認めた。さらに基と村上にも八百長を持ち掛けたことも認めたうえで両者から断られたと明かし、「基、村上はシロだと言える。この二人はやっていないだろう」と明言した。
5月13日には船田、基、村上が球団社長の青木宛に「真相はこうだ」という告白状を提出した。船田は永易から、基と村上は与田からそれぞれ八百長の勧誘を受け、その際に代金を渡されたが「金を渡しそびれた」（船田）、「5日後に返した」（基）、「その場で返した」（村上）と主張は様々だったものの、金銭は受け取っていない、または返却したと述べ、全員が「八百長は断った」と主張した。そして同日、永易への逃走資金を認めたことで非難を浴びていた楠根は福岡市内の西鉄本社にて13時より記者会見を行い、西鉄本社社長とオーナーの一切の公職から辞職することを表明した。

### 次々に発覚する黒い霧
黒い霧の選手は他球団にも波及した。
逮捕された田中に続いて、中日ドラゴンズのエースである小川健太郎にもオートレースの八百長疑惑が浮上した。5月2日に読売新聞の夕刊が、小川と阪神タイガースの内野手・葛城隆雄が八百長オートレースに関与していたと実名で報道し、中日球団は小川に対して同日夕方に自宅謹慎を命じた。その後、小川は5月6日午前に警視庁へ出頭し、小型自動車競走法違反の疑いで警視庁捜査四課に逮捕された。現役選手の逮捕にまで発展した球界の黒い霧に対して、セントラル・リーグ会長の鈴木龍二は逮捕された小川を無期限の出場停止処分としたが、世間の風当たりは一層厳しさを増していた。
5月7日には、朝日新聞の夕刊にて藤縄が1969年（昭和44年）のシーズン中にロッテオリオンズに対して「姫路のマスダ」と名乗り、監督の濃人渉と球団代表の武田和義に接近し、「私の言うとおりにすればオリオンズは優勝できる」と八百長を持ちかけようとしたと報道した。
5月9日の朝日新聞では、東映フライヤーズに所属する2名の選手が敗退行為の勧誘を受けていたと報じた。その報道を知った田中調が「新聞に載っていた2人のうちの一人は自分だと思う」と名乗り出た。東映球団は当日の試合後に田中と森安敏明、球団代表の田沢八十彦が揃って記者会見を開き、田中と森安は1969年（昭和44年）9月の西鉄戦で福岡へ遠征した際に、試合後に永易から勧誘されて3人で飲みに出かけ、その途中で永易が自分の知り合いがいると言って全員で藤縄のアパートに立ち寄り、その際に藤縄が二人に60万円を見せて八百長の依頼があったと認めた。森安は「八百長を誘われたのは田中だけ」という口ぶりだったが、田中は「（自分と森安の）2人に対して八百長の依頼があったと思った」と言い出し、主張が噛み合わなかった。翌日、会見を見ていたオーナーの大川博が自宅に田中と森安を呼んで事情聴取を行い、その後に3人での記者会見を開いた。大川は両者とも八百長の依頼があったことを認めるもこれを拒否して金銭も授受していないと判断したが、2人は依頼があったその後に永易、藤縄両名と飲み歩いていたことを認めたため、2人の試合出場を見合わせることを発表した。
14日には、毎日新聞とスポーツニッポンが近鉄バファローズの球団職員が1967年（昭和42年）シーズンに暴力団員の男から八百長を強要するよう脅されたため、監督の小玉明利や選手に八百長を働きかけ、近鉄が球団ぐるみで八百長を行っていたと報じた。事実、この年は西鉄の一軍投手コーチだった大津守が大阪での近鉄戦で自軍の主力投手陣による八百長を疑い、独自に内偵を行ったことが問題視され、二軍コーチへ降格される事件が起きた。実際には近鉄、西鉄の双方が八百長を行っており、しかも大津自身が両球団に在籍していた経験を持つことからその動きを即座に察知していたが、この時点での西鉄球団は八百長が無いと判断していた。また、この頃に近鉄の主力投手だった鈴木啓示も暴力団関係者から八百長行為を持ち掛けられたが、断ったことを明かしている。
そして5月19日には、葛城がオートレースの八百長容疑で警視庁捜査四課に逮捕された。これを受けてセントラル・リーグは葛城を無期限の出場停止処分とした。6月18日、コミッショナー委員会はセ・リーグ会長の鈴木の申請を受け、3ヶ月の期限付き失格処分とした。

## 関係者の処分

### 西鉄選手への裁定
1970年（昭和45年）5月16日にパシフィック・リーグの理事会が開催され、6時間にも及んだ会議では西鉄に所属する6名の選手の処分を討議した。会長の岡野は、この会議での各理事の議論を参考に6選手への裁定案をまとめてコミッショナーへ提出し、20日のコミッショナー委員会で3委員が処分案を討議した。その後、25日にコミッショナー委員会の3委員が後楽園サロンで記者会見を開き、6名の選手の処分を発表した。
池永、与田、益田の3投手は最も重い「永久追放処分」とした。理由として、与田・益田の敗退行為が認定され、池永は敗退行為の勧誘に際して受け取った100万円の返却を怠ったことを「八百長を承諾した」と見なし、これをプロ野球協約第355条（当時）違反として処分を下した。村上、船田については八百長を依頼されたものの否定したという本人の主張が認められたが、八百長を依頼された際に渡された報酬の返却を怠ったとして、同年11月30日まで試合出場を含む一切の野球活動を完全に禁止する処分を下した。基については八百長を依頼されるも拒否し、報酬を渡されても返却したことが認められたが、関係各所に報告しなかったことで厳重注意処分とした。
また、現役引退後に野球評論家として活動していた中西太も、西鉄球団の黒い霧に関して元監督としての道義的責任を取るとして当面の間、契約していたTBS放送、日刊スポーツでの野球評論活動を停止すると発表した（TBS放送の解説は6月9日の中継から復帰）。

### くすぶり続ける球界の黒い霧
オートレースでの八百長で逮捕された小川は、5月27日に東京地方検察庁へ起訴された。これを受けて中日球団は、同日付けで小川との契約を解除することを発表してセントラル・リーグへ申請したが、会長の鈴木は「小川がオートレースの八百長以外にもかなり根深いものがあり、調査する必要があると判断した」として申請を保留した。6月2日、鈴木はコミッショナー委員会に対して小川を永久失格選手として処分して欲しいとの要望書を提出し、その前日に行った記者会見で、記者から「小川が否定してもそれを突き返すだけの資料があるということか」との問いに対し、「そう解釈してもらっていい」と回答している。翌日にコミッショナー委員会が開かれ、小川を野球協約第120条「統一契約書にある条項」に違反したとし、同項では、違反した場合は期限付きまたは永久の失格選手に指名されるという項目のうち、後者を適用して小川を永久失格処分とする裁決を発表した。
一方、東映フライヤーズの田中、森安に対してはパシフィック・リーグ会長の岡野が5月14日に東映からの調査報告書を受け取った。これをもとに岡野は福岡、大阪で調査を独自に行った結果、東映の報告には不備があるとして、6月2日に東映に対して再調査するよう命じた。そうした中で翌日に東映は2人から再び事情聴取を行ったところ、森安は、永易と藤縄から八百長の依頼があった後の行動について「永易らとクラブで遊んだ後に一人で宿舎へ帰った」と主張していたはずが、「芸者と遊んだ後に二人で帰った」と以前とは食い違う発言をした。そのため、球団は森安を無期限の出場停止処分とした。
兵庫県警察は野球賭博の調査のため、7月からコミッショナー委員会より処分を受けた西鉄の選手や永易、小川らから事情聴取を行い、森安に対しても参考人として7月16日から事情聴取を行った。森安は、16日の取り調べでは八百長を否定したが翌日になって永易から八百長の依頼を承諾し、現金50万円を受け取っていたと自供した。すでに八百長の依頼があって現金を預かったままの池永が永久追放処分となったことから、この時点で森安の永久追放処分も決定的となった。森安はオーナーである大川の命令で記者会見を行ったが、「金はもらったが八百長はやっていない」「永易からの電話で八百長の依頼があったが、朝だったので眠くて覚えていなかった」などと語り、マスコミから「肝心のことは何が何やらさっぱり要領を得ず」と評された。
7月30日、コミッショナー委員会は14時から事務局で委員会を開催し、田中を厳重戒告、森安を永久追放とする処分を決定した。その後、事務局長の井原が東映の球団事務所にいる代表の田沢に電話で通告し、森安は田沢から処分を知らされた。その後に森安は球団事務所で記者会見を開き、「たかが50万円でバカなことをしたと思うか?」との問いに顔色を変えず「そりゃあそうでしょうね」と話したが、徐々に森安の目には涙が浮かび、「ファンの一人ひとりに土下座したい気持ちでいっぱいです」と謝罪した。コミッショナー委員長の宮沢は処分を発表した記者会見にて「球界の黒い霧についてひとまずこれで調べが済んだが、これで終わりかと言われたら、私はそう言い切る自信はない」と語った。
なお、その言葉は少なからず的中してしまう。上記で述べた八百長行為とは別に、次の不祥事が発生し、関与した選手らはそれぞれ処分を受けている。
1970年
- 7月1日 - 近鉄外野手の土井正博が賭博の疑いで書類送検され、1ヶ月間の出場停止処分を受ける。
- 9月8日 - ヤクルト内野手の桑田武がオートレース八百長の疑いで逮捕され、10月1日にコミッショナー委員会から3ヶ月の期限付き失格選手に指名される[146]。
- 11月30日 - 阪神投手の江夏豊が「野球賭博常習者と交流していた」という理由で、セ・リーグ会長の鈴木龍二から戒告処分を受ける。

1971年
- 1月11日 - 南海投手の三浦清弘がチームメイトの佐藤公博から敗退行為を勧誘され、その報告を怠ったとして戒告処分を受ける。
- 1月29日 - 大洋コーチの鈴木隆、投手の坂井勝二に暴力団と関係を持った疑惑が浮上したため、同日付で球団から無期限の一軍出場禁止と減俸処分を受ける（出場停止は5月31日付けで解除）。
- 2月15日 - ロッテ投手の成田文男が野球賭博常習者の暴力団員と交流していた疑いで、球団から1ヶ月の謹慎を言い渡される。

以上の事件を受けて、それぞれの関係者には以下の処分が下された。
| 選手名     | 所属球団 | 守備   | 罪状                           | 処分                        |
| ---------- | -------- | ------ | ------------------------------ | --------------------------- |
| 永易将之   | 西鉄     | 投手   | 敗退行為の実行                 | 永久追放処分                |
| 池永正明   | 西鉄     | 投手   | 敗退行為の依頼を受け現金受理   | 永久追放処分                |
| 与田順欣   | 西鉄     | 投手   | 敗退行為の実行と勧誘           | 永久追放処分                |
| 益田昭雄   | 西鉄     | 投手   | 敗退行為の実行と勧誘           | 永久追放処分                |
| 小川健太郎 | 中日     | 投手   | オートレース八百長に参加       | 永久追放処分                |
| 森安敏明   | 東映     | 投手   | 敗退行為の依頼を受け現金受理   | 永久追放処分                |
| 村上公康   | 西鉄     | 捕手   | 敗退行為の勧誘を受け、報告せず | 1年間の野球活動禁止         |
| 船田和英   | 西鉄     | 内野手 | 敗退行為の勧誘を受け、報告せず | 1年間の野球活動禁止         |
| 葛城隆雄   | 阪神     | 内野手 | オートレース八百長に参加       | 3か月の期限付失格選手に指名 |
| 桑田武     | ヤクルト | 内野手 | オートレース八百長に参加       | 3か月の期限付失格選手に指名 |
| 成田文男   | ロッテ   | 投手   | 野球賭博疑惑のある暴力団と交流 | 1か月の謹慎処分             |
| 坂井勝二   | 大洋     | 投手   | 暴力団と交流                   | 無期限出場停止と減給処分    |
| 江夏豊     | 阪神     | 投手   | 野球賭博疑惑のある暴力団と交流 | 戒告処分                    |
| 三浦清弘   | 南海     | 投手   | 敗退行為の勧誘を受け、報告せず | 戒告処分                    |
| 田中調     | 東映     | 投手   | 敗退行為の勧誘を受け、報告せず | 厳重戒告処分                |
| 基満男     | 西鉄     | 内野手 | 敗退行為の勧誘を受け、報告せず | 厳重注意処分                |
| 高山勲     | 大洋     | 投手   | オートレース八百長に参加、勧誘 | なし（事実上の永久追放）    |
| 田中勉     | 中日     | 投手   | オートレース八百長に参加、勧誘 | なし（事実上の永久追放）    |
| 佐藤公博   | 南海     | 投手   | オートレース八百長に参加、勧誘 | なし（事実上の永久追放）    |

## 事件の影響
「黒い霧事件」によって多くの球団で処分者を出したが、特にエースだった池永正明らを始め3名の永久追放処分者と2名の一年間出場停止処分者を出した西鉄は戦力の低下が著しく、1970年（昭和45年）に球団史上初の最下位に転落すると1972年（昭和47年）まで3年連続で最下位に低迷した。地元・福岡でも人気が急落し、経営が行き詰った西鉄球団は1972年オフに福岡野球へ身売りされることとなる。
公式処分者以外にも、1967年（昭和42年）に近鉄でプレーしていた主力選手数人が八百長へ関与していたとして名が挙がったが、黒い霧事件が発覚した時点で既に引退していた者については不問とされた。しかし、この者らが指導者として球界へ復帰することは無かった。
この事件の余波で、甚大な被害を被った人物にオートレース選手の広瀬登喜夫がいる。広瀬は、当時のオートレース界においては随一のスター選手として全盛期だった1970年（昭和45年）10月に逮捕されたことでオートレース界を追われ、30代前半という選手として最も充実するはずの時期を4年半以上にわたって裁判闘争に費やす羽目になった。冤罪だったとして控訴審で広瀬の無罪が確定し、オートレース選手としてようやく復帰が叶ったのは1975年（昭和50年）10月で、逮捕から実に丸5年が経過していた。その広瀬を下ろす形で第4回日本選手権オートレースを制し「大井のエース」と称された名選手・戸田茂司を含む19名もの所属選手が逮捕された大井オートレース場は、この事件も遠因となり1973年（昭和48年）3月22日に閉鎖へ追い込まれた。
1980年代に入ると、青田昇が野球賭博に「ハンデ師」として関与していたと報道される。この報道に対して暴言を吐いたことから、1979年（昭和54年）オフに就任したばかりの読売ジャイアンツヘッドコーチを辞任しているが、実際に「ハンデ師」として関与していたのは、1950年代に巨人と松竹ロビンスの外野手だった野草義輝で、野草が逮捕されたのも1973年（昭和48年）である。
一方で、この事件が結果的に後年の野球人生においてプラスの影響をもたらした選手もいる。1968年（昭和43年）にドラフト1位で西鉄へ入団した東尾修もその一人で、入団1年目の1969年（昭和44年）にウェスタン・リーグ公式戦で打ち込まれて自信を失い、首脳陣に野手転向を申し入れたほどだった。ところが、この事件で永久追放や出場停止などで投手不足に陥ったために東尾は野手転向の話が立ち消えになるどころか一軍の主戦としてフル回転することとなり、のちに三度の球団名変更によって「西武ライオンズ」となった後もエースとして活躍する契機となった。東尾自身ものちに「あの事件は自分の野球人生にとって最大のチャンス、ターニングポイントだった」と述べている。ただし投手としての実力が伴わないうちから、しかも弱小球団で登板を重ねたことが響き、「200勝より先に200敗を喫した投手」となり、最晩年には麻雀賭博が原因で引退している。
西鉄の後身にあたる埼玉西武ライオンズの主催試合で行われるイベント「ライオンズ・クラシック」の2010年（平成22年）の第1章（対オリックス・バファローズ戦）において、この事件によるライオンズやパ・リーグの状況を趣旨とした「パ・リーグ苦難の時代～ライオンズ消滅の危機～」というサブタイトルが付与されている。
2015年（平成27年）秋、読売ジャイアンツに在籍する複数の選手が野球賭博に関与していたことが発覚して処分を受けたことに対し、2016年（平成28年）1月12日の日本野球機構による新人研修会で、事件当時に近鉄の主力選手として活躍していた鈴木啓示が球団OBに紹介された暴力団関係者から八百長行為を持ちかけられたが、断っていたことを明らかにした。

## 永久追放処分の解除へ
永久追放処分を受けた池永正明は、球界を離れてからは福岡市博多区の繁華街・東中州で「ドーベル」というバーを経営していた。その一方で西鉄の関係者（稲尾和久、豊田泰光、尾崎将司など）や池永の親族、池永の出身校である下関市立下関商業高等学校のOBなどは処分の決定直後から、処分解除を求めて街頭での署名活動を展開した。前述のとおり西鉄球団が「福岡野球」へ譲渡された1972年末には、福岡野球の社長で太平洋クラブライオンズのオーナーだった中村長芳、ヤクルトアトムズのオーナーである松園尚巳がオーナー会議で池永の処分解除を提案したが、佐伯勇（近鉄バファローズ）、正力亨（読売ジャイアンツ）が賛成を表明した一方で、森薫（阪急ブレーブス）や川勝傳（南海ホークス）が強硬に反対し、意見の調整が付かないまま雲散霧消で終わった。中村と松園が池永の復権を主張した背景には、沖縄問題懇談会の座長を兼務していた当時のコミッショナー・大濱信泉（沖縄県出身）の下で沖縄返還を機に始まった政界・選挙違反者への恩赦の動きに合わせたとされる。
1996年には有志で結成された「復権実行委員会」が下関大丸での「豪腕ふるさとへ帰る 池永正明展」開催期間中（1ヶ月間）に18万7787人の署名を集めた。1997年6月3日には池永への処分解除を求める嘆願書と上記の署名簿を日本野球機構および当時のコミッショナーである吉国一郎宛てに提出した。しかし、1998年に後任としてコミッショナーに就任した川島廣守が6月24日付けで嘆願を却下した。川島は、嘆願書の扱いを巡って球界関係者代表の広岡達朗や有識者代表の中村稔、浅利慶太、五代利矢子から意見を聴取し、その結果「（池永の処分を決定した）1970年5月25日付けのコミッショナー委員会の採決の可否を再審理することは出来ない」「仮に処分を解除すれば、日本野球機構に属する職務（監督やコーチなど）への従事を池永に認めることになるため、プロ野球界に求められる倫理とは背馳する」などを理由に嘆願を却下した。

### 池永復権会
これに対し、「復権実行委員会」のメンバーや趣旨に賛同した有識者や弁護士などは「豪腕・池永正明氏の復権と名誉回復を心から願う人々の会（通称「池永復権会」）」を新たに設立し、嘆願書の提出後から小説の執筆を前提に池永との交流を始めた笹倉明（直木賞作家）が代表に就任すると共に、赤瀬川隼、藤本義一、難波利三、阿部牧郎、伊集院静、若一光司、赤江瀑、古川薫、軒上泊（いずれも作家）が相談役を引き受けた。さらに池永との付き合いが長い小野ヤスシや中野浩一をはじめ、ライオンズOB以外のスポーツ関係者や大橋巨泉、なべおさみら芸能人からも多数の賛同会員が現れた。
「池永復権会」は当初、「池永の永久追放は『疑わしきは罰する』という姿勢の下に為された“灰色有罪”の処分でしかなく、コミッショナーの裁定でこの処分を続けることは人権問題にあたる」という認識の下に、講演活動展開しながら日本弁護士連合会の人権委員会への提訴を計画していた。しかし、当の池永は復帰運動に消極的な姿勢を示し始めたため、途中からは弁護士による月一度のペースで「勉強会」に衣替えした。池永は地元・福岡での公演に参加する予定だったが、「球界の大物」と称する人物（詳細不明）から「弁護士を雇って事を起こそうとしているようだが、迷惑する人間が出てくることを承知しているのか」という主旨の電話を受けたことから急遽参加を辞退したという。これに対し、復権会の発足と同時に参加していた弁護士の西田研志は、「我々がいくら頑張っても、依頼人である池永の意思が曖昧なままではどうにもならない」として運動から離脱した。その一方で、途中から復権会の相談役に加わった楢崎欣弥（当時は民主党衆議院議員）は超党派の国会議員による懇談会の設立に尽力している。懇談会の呼び掛け人には、共に当時の民主党参議院議員だった球界OBの江本孟紀、かねてから復権運動に賛同していた大橋巨泉、元アマチュアレスリングの選手である松浪健四郎（自民党衆議院議員）、俳優の横光克彦（社民党衆議院議員）、のちに麻生内閣で内閣官房長官に就任する河村建夫（自民党衆議院議員）、2005年から公明党の副代表を務める東順治（公明党衆議院議員）、のちに女性初の参議院副議長に就任した山東昭子（自民党参議院議員）の7人が名を連ねた。
復権運動の風向きが変わったのは、プロ野球マスターズリーグが2001年に池永の選手登録を認めてからである。池永は同年、稲尾が監督を務めていた「福岡ドンタクズ」に入団し、12月25日の対名古屋80D'sers戦（福岡ドーム）で先発として初登板を果たすと、3回を無安打無失点に抑えて交代した。試合後のインタビューで、池永は永久追放処分について「もう許していただきたい」という旨のコメントを残している。
復権会はその後、2002年に川島への前述の嘆願書却下に対する反論書を添えて、日本野球機構に参加する全12球団のオーナーおよびコミッショナー事務局へ提出した。請願自体は却下されたものの、2005年3月1日のコミッショナー実行委員会および同年3月16日のオーナー会議において、不正行為とその処分について定めたプロ野球協約第177条の改正が提案され、承認された。これによって、処分対象者からの申請による球界復帰への道が開かれた。
上記の協約改正を受けて、池永は改めて球界への復帰を申請し、2005年4月25日に復権を果たした。
2007年に経営していたバー「ドーベル」を閉店すると、2011年までは山口県の社会人野球クラブチーム「山口きららマウンドG」（現：山口防府ベースボールクラブ）の監督を歴任した。また、2008年からは、2010年に活動を休止するまでプロ野球マスターズリーグ「福岡ドンタクズ」の監督も務めていた。

## オートレース界
オートレースの八百長は野球界よりも早く表面化しており、1969年9月25日に暴力団関係者と現役オートレース選手4人が警視庁捜査四課に逮捕されたことから始まる。逮捕された人間の「オレたちだけじゃない。他にも大勢いる」との供述から、同年11月にはさらに3人の選手も逮捕されるなど、芋づる式に逮捕者が相次いだ。手口は、有力選手に八百長を持ち掛けて高額配当を出やすくしたうえで外部の後援者などに車券を買わせるものだった。この後援者の中に暴力団員が含まれており、野球界などにも勧誘の手が広がっていった。
捜査当局が野球選手の関与を明確に把握した契機は、1970年4月14日に逮捕されたオートレース選手の自供によるものだった。オートレースは賞金を稼ぐ有力選手が、若手に車体や中古のタイヤを譲り渡すことが行われており、「親分・子分」といった人間関係が出来やすいのも八百長が浸透する背景となっていた。
同年4月11日までに捜査当局が把握した八百長選手は、少なく見積もって約30人にも上る。八百長の舞台となった船橋オートレース場、大井オートレース場の両場の所属選手は120人であったことから、4人に1人の割合で関与していたことが明らかになっている。